# هوية نجم
هوية نجم؛ هي حفرة تقع في شمال شرق ساحل سلطنة عمان. ولديها قطر بحوالي (40) متر وعمق إلى سطح الماء بحوالي (20) متر.

## الموقع
تقع هوية نجم في الشمال الشرقي لساحل خليج عمان، بحوالي (500) من خط الساحل على سفح جبال الحجر في ولاية قريات فيمحافظة مسقط. 
تبعد الحفرة حوالي (120) كم من مسقط، على طريق (17) في منتصف طريق ولاية صور بالقرب من قرية بمة. وهي تقع في منطقة مسورة شبيهة بالحديقة، حديقة هوية نجم، وهي مجهزة  بمرحاض عمومي ومقاعد. وتوجد درج يؤدي للنزول إلى البحيرة التي تحتوي على مياة فيروزية. ويسمح للسباحة، منشاق، والغوص في الحفرة، وفي خارجها تقع مواقف سيارات مجانية.

## التكوين
خليج عمان القريب قوض المنطقة الساحلية التي تقع أسفل جبال حجر وشكل كهوف في الحجر الرملي الناعم. الحفرة تشكلت بواسطة انهيار ثقيل. حوالي (70) بالمائة أسفل الحفرة مغطى بالماء. ماء المجرى مالح، لكنه اقل ملوحة من البحر القريب، وذلك لأنه اختلط مع الماء الجوفي 

## القصة
هنالك أسطورة تقول بأن الحفرة تكونت نتيجة سقوط نيزك وارتطامه بالأرض. وايضا انه بسبب تاكل الحجر مع مرور الزمن[بحاجة لمصدر]

## معرض الصور

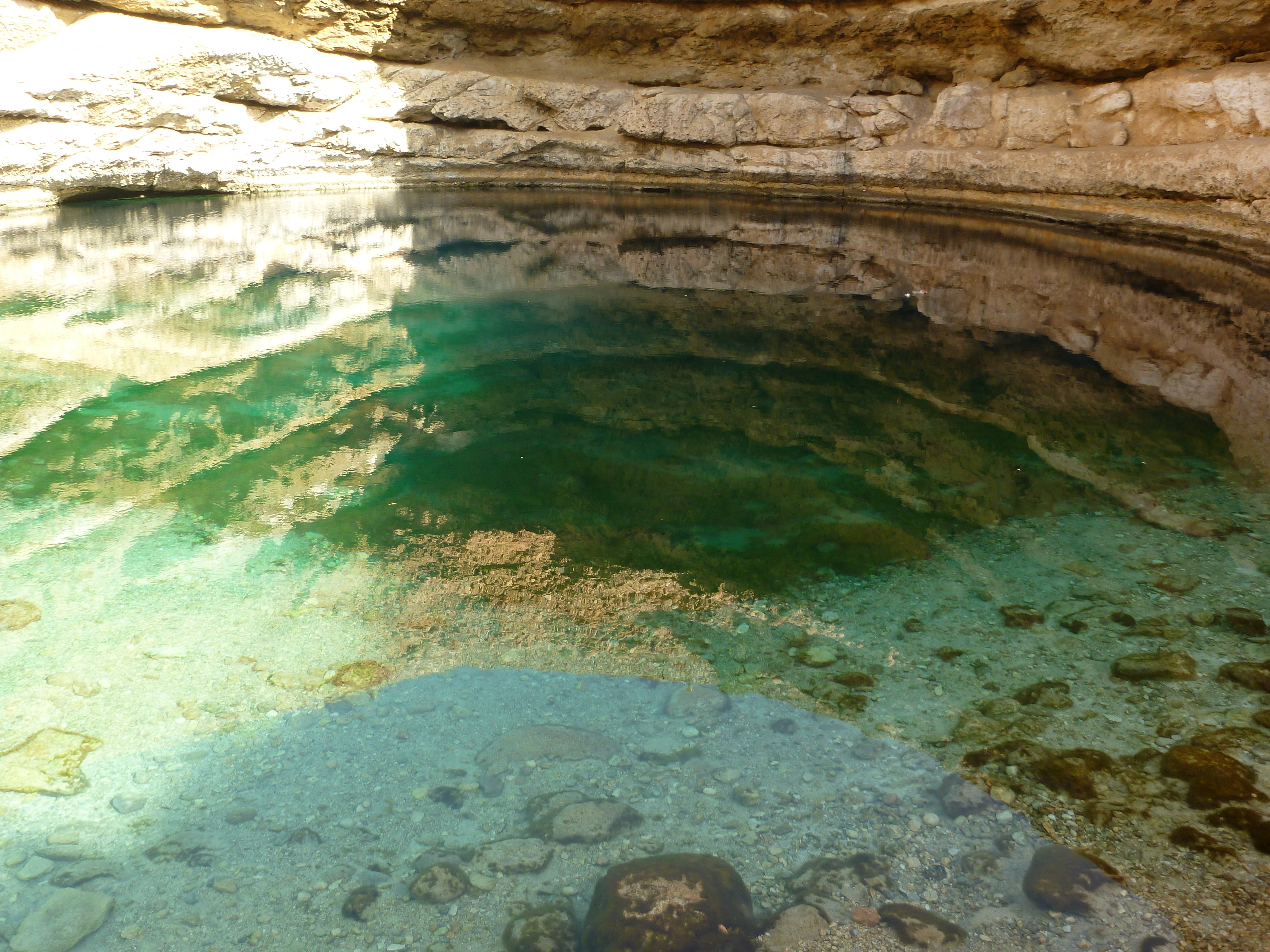
منظر في الأسفل على سطح الماء في الحفرة
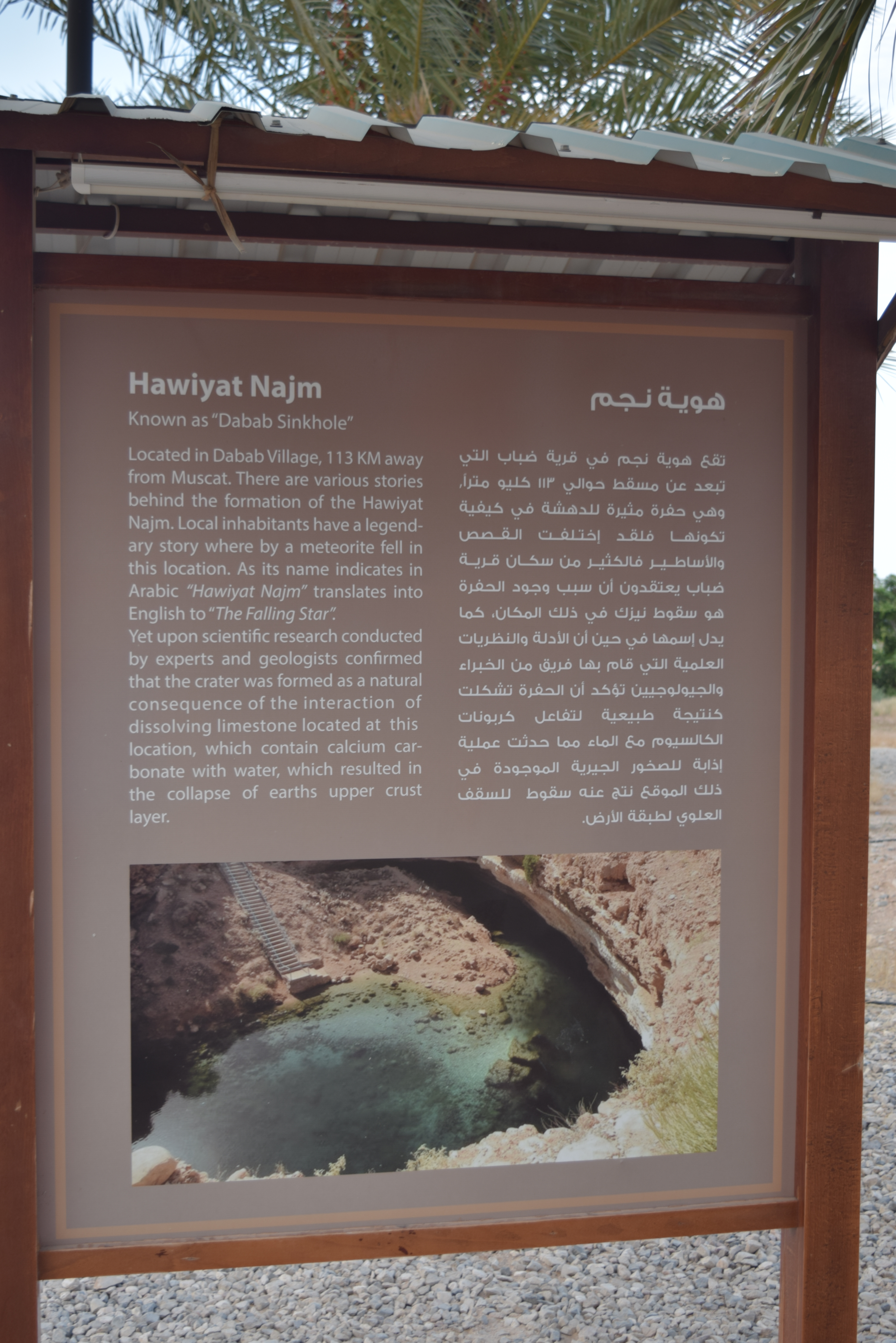
علامة بتاريخ هذه الحفرة
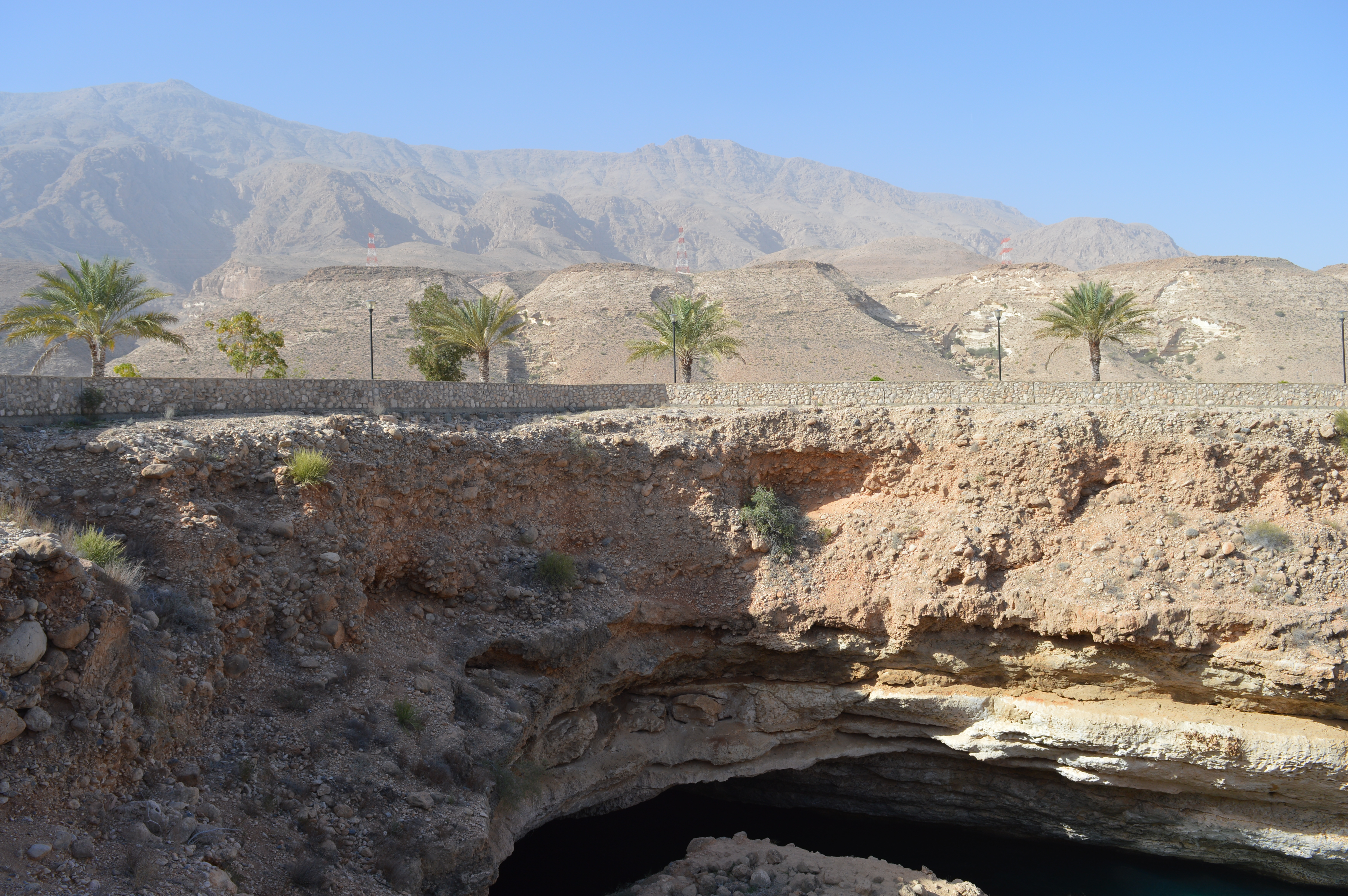
الحفرة مع جبال حجر في الخلف
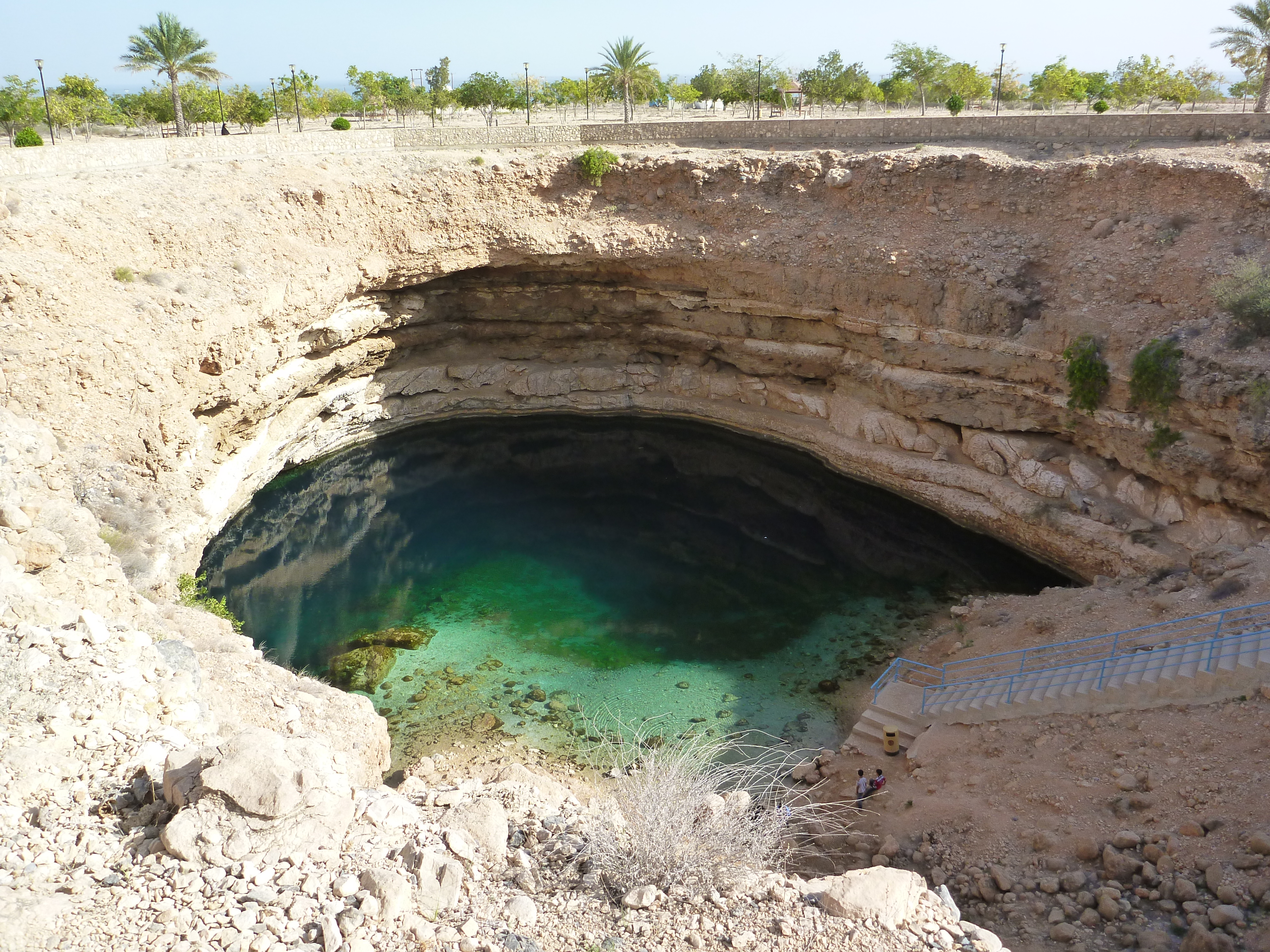
منظر هوية نجم

## وصلات خارجية
- هوية نجم